# Konstantin Altounine
Konstantin Altounine (en russe : Константин Алтунин), né le 21 décembre 1967, est un artiste peintre russe.

## Biographie
En 2013, il expose dans un petit musée de Saint-Pétersbourg un tableau représentant Vladimir Poutine et Dmitri Medvedev en sous-vêtements féminins, ce qui provoque la saisie du tableau et la fermeture du musée par la police, suivies de la fuite du peintre à l'étranger et sa demande d'asile politique en France,.

## Style
Son travail sur les portraits de personnages célèbres dénote un expressionnisme très remarqué, dans la tradition des peintres allemands issus de l'ex-RDA (Baselitz et Penck notamment).
Alors qu'il est très attaché à la figuration, Konstantin Altounine utilise paradoxalement une technique très proche de celle de Pollock avec ses coulures de peinture. Cette technique de l'action painting lui permet de donner beaucoup d'éclat à ses œuvres.